# Trollinger-Marathon

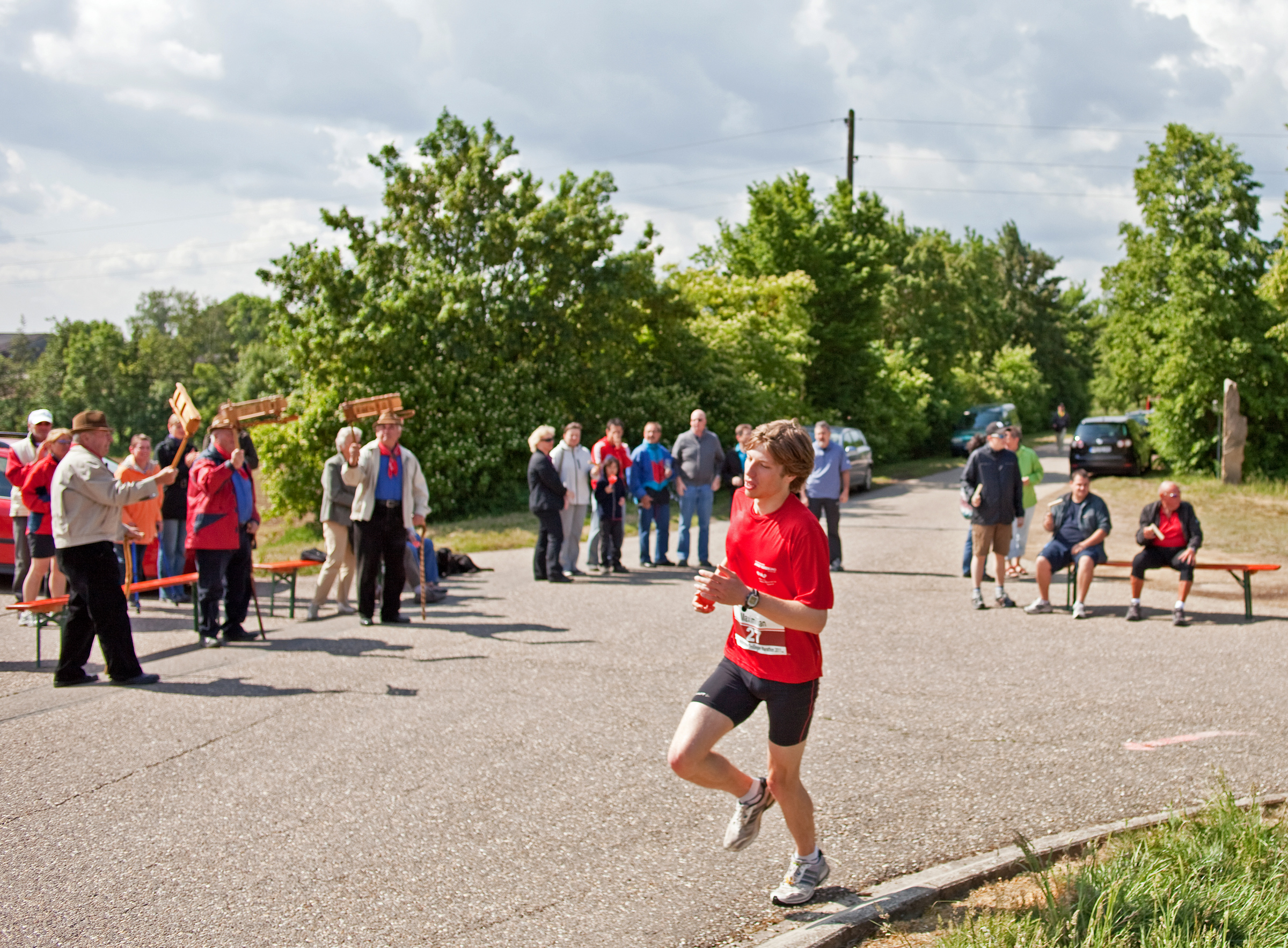
Station des Trollinger-Marathons am Mönchsbergsee zwischen Dürrenzimmern und Neipperg

Der Trollinger-Marathon ist ein Marathon und Halbmarathon in Heilbronn.

## Strecke
Der Lauf wird vom Württembergischen Leichtathletik-Verband veranstaltet und von der Heilbronn Marketing GmbH ausgerichtet. Er findet seit 2001 im Mai oder Juni statt und ist einer der größten Landschaftsläufe in Deutschland.
Der Start ist in der Badstraße in Heilbronn auf Höhe der Böckingerbrücke. Zunächst geht es zur Götzenturmbrücke, dort über den Neckar und entlang des rechten Flussufers in den Stadtteil Sontheim. Hinter Flein kommt ein Anstieg zum höchsten Punkt der Strecke, dem Haigern bei Talheim. Hier biegt die Strecke des Halbmarathons nach Norden ab, während die des Marathon weiter westwärts verläuft und über Lauffen, wo der Neckar überquert wird, Meimsheim, Hausen und Dürrenzimmern nach Neipperg führt. Über Nordhausen und Nordheim geht es zurück nach Heilbronn, wo im Stadtteil Klingenberg die Halbmarathonstrecke einmündet. Das Ziel befindet sich im Frankenstadion Heilbronn, in unmittelbarer Nähe des Starts. Insgesamt sind beim Marathon 340 und beim Halbmarathon 150 Höhenmeter zu bewältigen.

## Umfang
Jeder Teilnehmer erhält eine Flasche Trollinger als Präsent, und ebenso wie beim Ahrathon, Marathon Deutsche Weinstraße und dem Médoc-Marathon wird an den Verpflegungsstellen neben den üblichen Getränken für Sportler Wein ausgeschenkt.

## Statistik

### Streckenrekorde
Marathon
- Männer: 2:20:16 h, Evans Kipkorir Taiget (KEN), 2013
- Frauen: 2:49:28 h, Veronica Clio Hähnle-Pohl (GER), 2017

Halbmarathon
- Männer: 1:04:10 h, Philimon Kipkorir Maritim (KEN), 2016
- Frauen: 1:15:07 h, Pauline Naragoi Esikon (KEN), 2016

### Siegerliste
Quellen: Website des Veranstalters

#### Marathon
| Datum                  | Männer                  | Nation            | Zeit              | Frauen                          | Nation            | Zeit              |
| ---------------------- | ----------------------- | ----------------- | ----------------- | ------------------------------- | ----------------- | ----------------- |
| 5. Mai 2024 [veraltet] | Dickson Kurui -4-       | Kenia             | 2:29:26           | Bettina Englisch                | Deutschland       | 3:00:51           |
| 7. Mai 2023            | Kay-Uwe Müller -2-      | Deutschland       | 2:34:00           | Isabel Leibfried                | Deutschland       | 2:53:12           |
| 8. Mai 2022            | Nur Halbmarathon        | Nur Halbmarathon  | Nur Halbmarathon  | Nur Halbmarathon                | Nur Halbmarathon  | Nur Halbmarathon  |
| 9. Mai 2021            | Adrian Swienty          | Deutschland       | 2:56:31           | Ivonne Ritter                   | Deutschland       | 3:58:58           |
| 2020                   | Nicht ausgetragen       | Nicht ausgetragen | Nicht ausgetragen | Nicht ausgetragen               | Nicht ausgetragen | Nicht ausgetragen |
| 5. Mai 2019            | Dickson Kurui -3-       | Kenia             | 2:28:31           | Prisca Kiprono                  | Kenia             | 2:52:30           |
| 6. Mai 2018            | Dickson Kurui -2-       | Kenia             | 2:31:15           | Simone Raatz                    | Deutschland       | 3:03:28           |
| 7. Mai 2017            | Dickson Kurui           | Kenia             | 2:31:16           | Veronica Clio Hähnle-Pohl -2-   | Deutschland       | 2:49:28           |
| 8. Mai 2016            | Markus Weiß-Latzko      | Deutschland       | 2:29:28           | Veronica Clio Hähnle-Pohl       | Deutschland       | 2:56:15           |
| 17. Mai 2015           | Kay-Uwe Müller          | Deutschland       | 2:32:30           | Bettina Englisch                | Deutschland       | 3:04:19           |
| 11. Mai 2014           | Geoffrey K. Toroitich   | Kenia             | 2:29:24           | Nadine Haller                   | Deutschland       | 3:09:46           |
| 5. Mai 2013            | Evans Kipkorir Taiget   | Kenia             | 2:20:16           | Gabi Hoffmeister                | Deutschland       | 3:04:14           |
| 6. Mai 2012            | David Ndusu             | Kenia             | 2:24:34           | Stephanie Feger                 |                   | 3:10:19           |
| 15. Mai 2011           | Jon-Paul Hendriksen -2- | Neuseeland        | 2:30:29           | Katrin Vogler                   |                   | 2:56:51           |
| 16. Mai 2010           | Jon-Paul Hendriksen     | Neuseeland        | 2:28:53           | Regina Baltz                    |                   | 3:14:25           |
| 17. Mai 2009           | Marco Diehl -2-         | Deutschland       | 2:33:08           | Beate Roth                      |                   | 3:13:23           |
| 25. Mai 2008           | Jarosław Janicki        | Polen             | 2:33:13           | Simone Meiniger                 |                   | 3:05:38           |
| 20. Mai 2007           | Marco Diehl             | Deutschland       | 2:38:53           | Eva Rosenstiel                  |                   | 3:24:29           |
| 21. Mai 2006           | Aleksandar Panowski     | Bulgarien         | 2:31:19           | Milka Michajlowa                | Bulgarien         | 2:51:29           |
| 29. Mai 2005           | Ernest Kibor            | Kenia             | 2:34:54           | Birgit Lennartz                 | Deutschland       | 3:27:50           |
| 16. Mai 2004           | Helmut Schiessl -2-     |                   | 2:29:40           | Gudrun Schmidgall (-de Pay) -3- | Deutschland       | 2:54:46           |
| 25. Mai 2003           | Tomasz Chawawko         | Polen             | 2:31:48           | Gudrun de Pay -2-               | Deutschland       | 2:54:17           |
| 9. Juni 2002           | Christian Bauer         |                   | 2:32:12           | Gudrun de Pay                   | Deutschland       | 2:55:29           |
| 16. Juni 2001          | Helmut Schiessl         |                   | 2:34:48           | Julia Alter                     |                   | 3:08:41           |

#### Halbmarathon
| Datum         | Männer                    | Nation            | Zeit              | Frauen                   | Nation            | Zeit              |
| ------------- | ------------------------- | ----------------- | ----------------- | ------------------------ | ----------------- | ----------------- |
| 5. Mai 2024   | Patrick Ereng             | Kenia             | 1:10:35           | Jasmin Volz              | Deutschland       | 1:25:24           |
| 7. Mai 2023   | Vasilii Leminskii         | Deutschland       | 1:10:34           | Bettina Englisch -2-     | Deutschland       | 1:19:27           |
| 8. Mai 2022   | Patric Meinike            | Deutschland       | 1:11:39           | Bettina Englisch         | Deutschland       | 1:21:14           |
| 9. Mai 2021   | Florian Dinse             | Deutschland       | 1:15:52           | Jasmin Klotz -2-         | Deutschland       | 1:34:55           |
| 2020          | Nicht ausgetragen         | Nicht ausgetragen | Nicht ausgetragen | Nicht ausgetragen        | Nicht ausgetragen | Nicht ausgetragen |
| 5. Mai 2019   | Benard Koech              | Kenia             | 1:09:16           | Jasmin Klotz             | Deutschland       | 1:25:11           |
| 6. Mai 2018   | Emmanuel Kiprono          | Kenia             | 1:05:03           | Prisca Kiprono           | Kenia             | 1:21:49           |
| 7. Mai 2017   | Joseph Dapal              | Kenia             | 1:07:23           | Betty Chepkwony          | Kenia             | 1:19:13           |
| 8. Mai 2016   | Philimon Kipkorir Maritim | Kenia             | 1:04:10           | Pauline Esikon           | Kenia             | 1:15:07           |
| 17. Mai 2015  | Dominik Sowieja           | Deutschland       | 1:11:23           | Katarina Belova          | Tschechien        | 1:22:13           |
| 11. Mai 2014  | David Kiqtui Tarus        | Kenia             | 1:06:04           | Daisy Jeptoo Kimeli      | Kenia             | 1:19:41           |
| 5. Mai 2013   | Abraham Kipkemoi Yano     | Kenia             | 1:06:36           | Veronica Clio Pohl       | Deutschland       | 1:21:58           |
| 6. Mai 2012   | Evans Kibett Chelanga     | Kenia             | 1:05:33           | Navina Fenzl             | Deutschland       | 1:24:00           |
| 15. Mai 2011  | Philip Kiptoo Rutto       | Kenia             | 1:06:54           | Isabel Leibfried         | Deutschland       | 1:25:19           |
| 16. Mai 2010  | Peter Keinath -2-         | Deutschland       | 1:11:26           | Andrea Thieken-Arens -3- | Deutschland       | 1:22:40           |
| 17. Mai 2009  | Peter Keinath             | Deutschland       | 1:13:40           | Kathrin Willmek          | Deutschland       | 1:30:20           |
| 25. Mai 2008  | Jonathan Post             | Deutschland       | 1:11:47           | Andrea Thieken-Arens -2- | Deutschland       | 1:23:17           |
| 20. Mai 2007  | Joseph Kiprono Keter      | Kenia             | 1:11:06           | Nadine Gill              | Deutschland       | 1:19:53           |
| 21. Mai 2006  | Daniel Chelimo            | Kenia             | 1:14:44           | Manuela Zipse -3-        | Deutschland       | 1:19:04           |
| 29. Mai 2005  | Collins Kibet             | Kenia             | 1:09:02           | Priscah Kiprono          | Kenia             | 1:22:21           |
| 16. Mai 2004  | Macharia Iraki            | Kenia             | 1:11:22           | Manuela Zipse -2-        | Deutschland       | 1:17:08           |
| 25. Mai 2003  | Laban Chege               | Kenia             | 1:06:50           | Manuela Zipse            | Deutschland       | 1:17:48           |
| 9. Juni 2002  | Jackton Odhiambo          | Kenia             | 1:09:24           | Andrea Thieken           | Deutschland       | 1:28:35           |
| 16. Juni 2001 | Christian Alles           | Deutschland       | 1:15:02           | Iris Müller              | Deutschland       | 1:26:04           |

### Entwicklung der Finisherzahlen
Hervorhebungen: Rekordzahlen
| Jahr | Marathon          | davon Frauen      | Halbmarathon      | davon Frauen      |
| ---- | ----------------- | ----------------- | ----------------- | ----------------- |
| 2024 | 0465              | 099               | 2677              | 0700              |
| 2023 | 0371              | 066               | 2246              | 0560              |
| 2022 | Nur Halbmarathon  | Nur Halbmarathon  | 2129              | 0548              |
| 2021 | 042               | 09                | 0413              | 097               |
| 2020 | Nicht ausgetragen | Nicht ausgetragen | Nicht ausgetragen | Nicht ausgetragen |
| 2019 | 0547              | 112               | 3793              | 1075              |
| 2018 | 0501              | 080               | 3805              | 1036              |
| 2017 | 0555              | 098               | 3876              | 1072              |
| 2016 | 0594              | 102               | 4332              | 1217              |
| 2014 | 0600              | 100               | 4612              | 1155              |
| 2013 | 0572              | 088               | 4449              | 1061              |
| 2012 | 0539              | 072               | 4353              | 1096              |
| 2011 | 0573              | 089               | 4323              | 1027              |
| 2010 | 0641              | 076               | 4734              | 1089              |
| 2009 | 0644              | 071               | 4463              | 1047              |
| 2008 | 0620              | 076               | 4363              | 1037              |
| 2007 | 0628              | 080               | 4373              | 1038              |
| 2006 | 0797              | 104               | 4435              | 1103              |
| 2005 | 0794              | 103               | 4703              | 1169              |
| 2004 | 0877              | 094               | 4310              | 1061              |
| 2003 | 1091              | 125               | 3462              | 0797              |
| 2002 | 0378              | 022               | 1148              | 0189              |
| 2001 | 1114              | 121               | 1374              | 0323              |

## Wissenschaftliche Begleitforschung
Im Rahmen der Läufe in den Jahren 2016 und 2017 wurden durch Wissenschaftler der Hochschule Heilbronn vor und nach dem Hauptlauf zwei wissenschaftliche Studien mit 898 (2016) bzw. 845 (2017) Trolli-Läufern durchgeführt. Diese beschäftigten sich mit den Fragestellungen:
- Welche Technologie nutzen Läufer zum Training bzw. während einer Laufveranstaltung?
- Wie genau erfassen Geräte wie Smartphones, GPS-Sportuhren, Activity Tracker und Co die Laufstrecke?
- Vertrauen Läufer in die erfassten Daten der Geräte?
- Warum nutzen Teilnehmer eines Marathon und Halbmarathons Technologie?
- Würden Teilnehmer die erfassten (Fitness)Daten mit Dritten teilen und gegebenenfalls mit wem?

Die Ergebnisse beider Studien haben gezeigt, dass drei von vier Teilnehmenden ein sogenanntes Wearable während des Trainings oder Wettkampfs einsetzen. Weit verbreitet sind dabei GPS-Sportuhren, gefolgt von Smartphones und App; Activity Tracker und Smartwatches sind hingegen in der Gruppe der ambitionierten Läufer wenig anzutreffen. Die Gruppe der jüngeren Männer (bis 39 Jahre) ist besonders mit dem Einsatz von Technologie beim Laufen assoziiert. Die Genauigkeit der Geräte wurde 2016 evaluiert: Dabei stellte sich heraus, dass GPS-Sportuhren genauer die Laufstrecke gemessen haben, als Smartphones mit kombinierter Lauf-App.
Laut Pressemitteilung der Forscher ergaben sich 2017 in puncto Vertrauen folgende Erkenntnisse: In die Messgenauigkeit „haben dreiviertel der Gerätenutzer ein hohes Vertrauen […]. Bei der Forschungsfrage Warum die Lauf-Begeisterten einen Tracker nutzen, hatten die Studienteilnehmer mehrere Antwortmöglichkeiten. Die meist gewählte Antwort war, mit 54,2 Prozent, die individuelle Trainingskontrolle. Zudem am häufigsten angekreuzt wurde mit 20,5 Prozent die Selbstmotivation. Mit 9,5 Prozent schafft es die reine Neugier auf Platz drei der Hauptgründe.“ Die Bereitschaft zum Teilen von erfassten Fitnessdaten schien für die Befragten durchaus denkbar: „Mehr als die Hälfte würde ihre Fitness-Daten mit Familie und Freunde teilen, hingegen nur ein Drittel mit Ärzten. Nur 12 Prozent wären jedoch bereit, ihre Krankenkasse einzubeziehen.“